# Новопетровский (Краснодарский край)
Новопетровский — посёлок сельского типа в Северском районе Краснодарского края, входит в состав Черноморского городского поселения. Население посёлка 219 человек на 2010 год.

## География
Расположен в долине речки Бугай (приток реки Сухой Аушедз), в 4,5 км севернее посёлка Черноморский и автотрассы А146 Краснодар — Новороссийск, в 18 км к западу от райцентра, ближайшая железнодорожная станция — Хабль — примерно в 5 км, высота над уровнем моря 28 м. В 3 км к югу от Крюковского водохранилища. Высота над уровнем моря: 28 м. В посёлке две улицы: ул. Таманская, ул. Энгельса.

## Население
| 2002 | 2010 |
| ---- | ---- |
| 231  | ↘195 |